# Northrop Grumman B-21 Raider
O Northrop Grumman B-21 Raider é um bombardeiro furtivo pesado em desenvolvimento pela Northrop Grumman. Como parte do programa Long Range Strike Bomber (LRS-B), deve ser um bombardeiro estratégico de longo alcance e furtivo para a Força Aérea dos Estados Unidos (USAF) capaz de entregar armas convencionais ou termonucleares. Será o substituto do B-2 Spirit e das versões antigas do B-1 Lancer.
Em setembro de 2022, a USAF anunciou que o B-21 seria apresentado no início de dezembro de 2022 nas instalações de produção da Northrop Grumman em Palmdale, Califórnia. A cerimônia ocorreu em 2 de dezembro de 2022. Na inauguração, a CEO da Northrop, Kathy Warden, afirmou que o B-21 foi projetado com arquitetura modular de sistemas abertos para permitir atualizações fáceis e, potencialmente, a capacidade de exportar componentes a compradores estrangeiros. Também alegou que as operações internas do B-21 eram "extremamente avançadas em comparação com o B-2" e que o B-21 era ligeiramente menor que o B-2, com um alcance maior. Espera-se que o bombardeiro entre no serviço militar até 2025.
Em dezembro de 2022, o custo de uma aeronave B-21 foi estimado em US$ 700 milhões de dólares; na época, os oficiais da Força Aérea estimavam que gastariam pelo menos US$ 203 bilhões em trinta anos para desenvolver, comprar e operar uma frota de cem B-21s. O primeiro protótipo do B-21 Raider fez seu vôo inaugural em 10 de novembro de 2023. O programa de testes é gerenciado pelo Centro de Testes da Força Aérea e pela Força Combinada de Testes B-21 da 412.ª Ala de Teste, incluindo pessoal da Northrop Grumman.

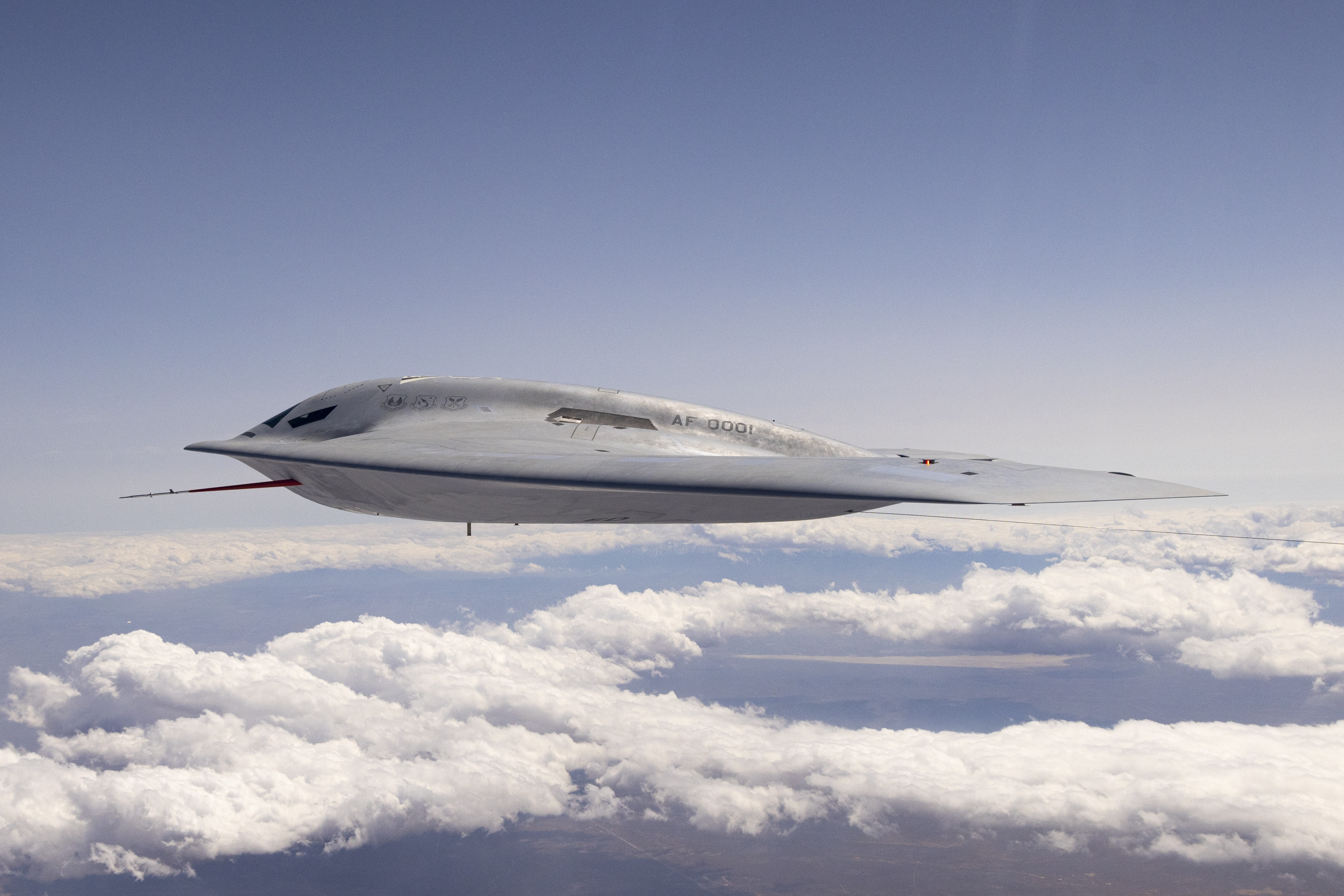
B-21 (AF 0001) em voo em 2024.

## Possíveis Exportações
Em dezembro de 2022, um relatório do Australian Strategic Policy Institute defendeu a aquisição de vários B-21 Raiders para permitir que a Austrália tenha uma maior capacidade de ataque de longo alcance.
O relatório afirma que um B-21 poderia voar 2.500 milhas (4.000 km) sem reabastecer enquanto carregava mais munições em comparação com o alcance máximo de 930 milhas (1.500 km) dos caças F-35 da RAAF, que requerem reabastecimento aéreo. Um único B-21 possui o mesmo alcance destrutivo que vários F-35As. Além disso, o B-21 pode atacar alvos de bases aéreas seguras localizadas no sul da Austrália, com maior proximidade de mais pessoal, combustível e munições.
Durante as negociações bilaterais realizadas em agosto de 2022, foi relatado que os EUA poderiam permitir que a Austrália adquirisse o B-21. Quando questionado se os EUA considerariam permitir que a Austrália se juntasse ao desenvolvimento do bombardeiro B-21, o secretário da Força Aérea, Frank Kendall, afirmou que "não acho que haja qualquer limitação fundamental nas áreas em que podemos cooperar. Se a Austrália tivesse um exigência de ataque de longo alcance, então estaríamos dispostos a ter uma conversa com eles sobre isso." Em 24 de abril de 2023, a revisão estratégica da Defesa Australiana foi divulgada, afirmando que o B-21 não era considerado uma opção adequada para aquisição. Em vez disso, a Austrália investirá na atualização de seus F-35As e F/A-18Fs para as mais recentes configurações Block 4 e Block III, respectivamente, para permitir que ambas as aeronaves sejam capazes de lançar o AGM-158C LRASM e o Joint Strike Missile.